# قفس میمون نامتناهی
قفس میمون نامتناهی (انگلیسی: The Infinite Monkey Cage) یک مجموعه رادیویی علمی عامه‌فهم همراه با طنز است که از رادیو بی‌بی‌سی ۴ پخش می‌شود. رابین اینس (کمدین) و برایان کاکس (فیزیک‌دان) دو مجری این برنامه هستند.
روزنامهٔ بریتانیایی ایندیپندنت این برنامه را «نگاهی شوخ‌طبعانه و غیرجدی به جهان از دریچهٔ علم» خواند. این برنامه در سال ۲۰۱۱ برندهٔ جایزهٔ زرین آکادمی رادیو (مشهور به جایزهٔ رادیویی سونی) در شاخهٔ «بهترین برنامهٔ گفت و شنود رادیویی» و در سال ۲۰۱۵ برندهٔ جایزهٔ رُز طلایی «بهترین برنامهٔ گفت و شنود رادیویی» شد.
پخش این برنامه از اواخر سال ۲۰۰۹ شروع و تاکنون (تابستان ۲۰۲۲) ادامه داشته و ۲۴ فصل از آن منتشر شده‌است.
نام این برنامه اشاره‌ای به قضیه میمون نامتناهی است.